# Luc Illusie
Luc Illusie (1940) é um matemático francês. Trabalha com geometria algébrica.
Illusie foi aluno de Henri Cartan (participou do Seminário Cartan/Schwartz 1963/64) e foi na década de 1960 colaborador próximo de Alexander Grothendieck, que foi orientador de seu doutorado em 1971 na Universidade Paris-Sul em Orsay. Com estes dois professores e Pierre Berthelot editou o Seminário Grothendieck de 1966/67. Foi professor da Universidade Paris-Sul, onde é atualmente professor emérito. Em 2006/2007 esteve no Instituto de Estudos Avançados de Princeton.
Em trabalho conjunto com Daniel Quillen introduziu o conceito de complexos cotangentes. Em 1990 foi co-editor de um Festschrift de Grothendieck.
Dentre seus orientados consta Gérard Laumon (1983). Em 2012 recebeu a Medalha Émile Picard.